# 瓦多圣玛利亚教堂
瓦多圣玛利亚教堂（Santa Maria in Vado）是意大利费拉拉一所罗马天主教教堂，位于Borgovado街3号。

## 历史
该堂得名于附近的浅滩。自十世纪此处就有一座教堂存在。1171年复活节该堂发生圣血神迹以后，成为一个朝圣目的地。
重建开始于1495年，由埃尔科莱·德·罗伯蒂出资，比亚焦·罗塞蒂设计。该堂拥有卡洛·博诺尼、卡米约·菲利皮、普罗斯佩罗·丰塔纳、朱塞佩·安东尼奥·迪尼和多梅尼科·莫纳的画作。

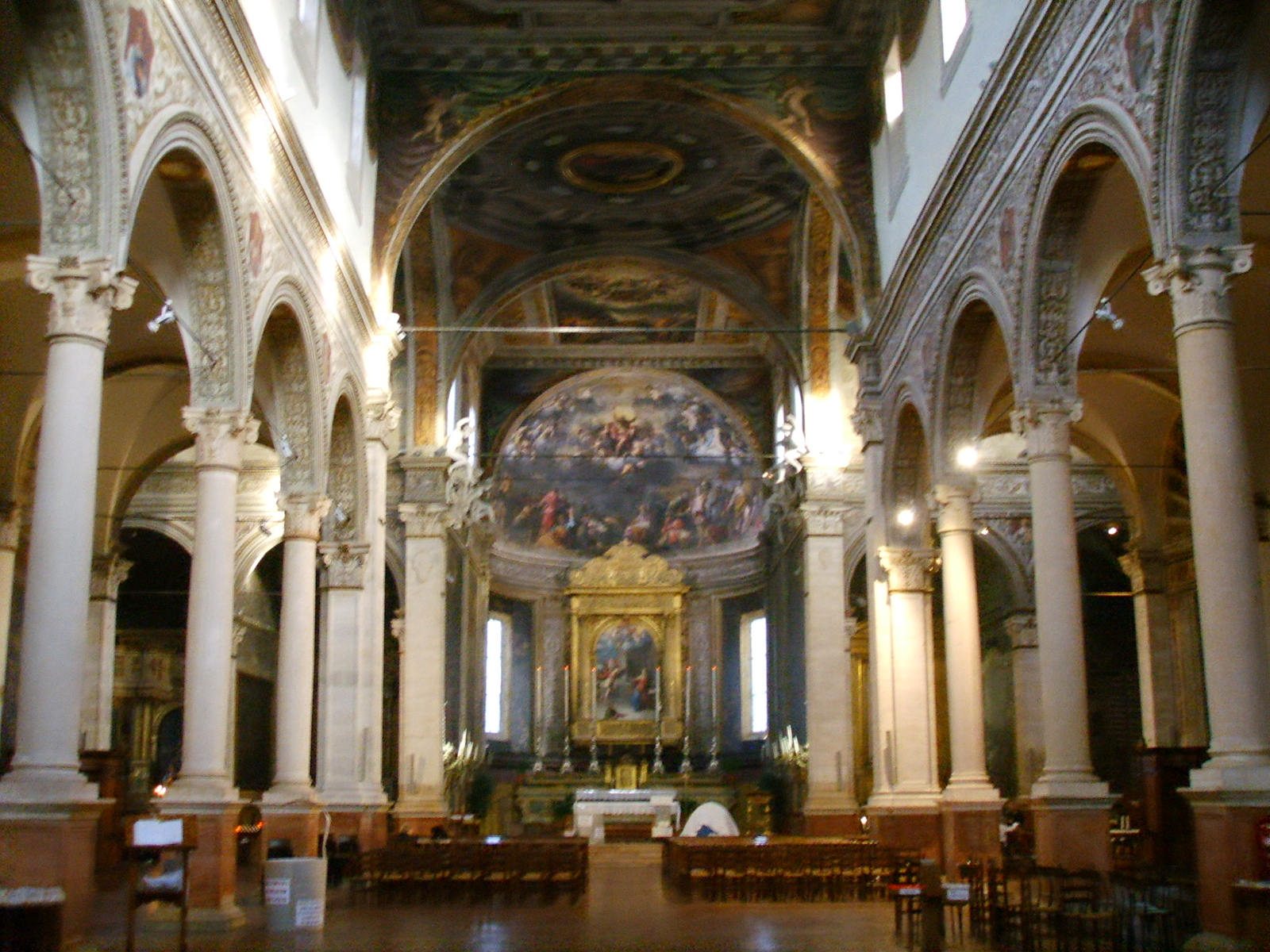
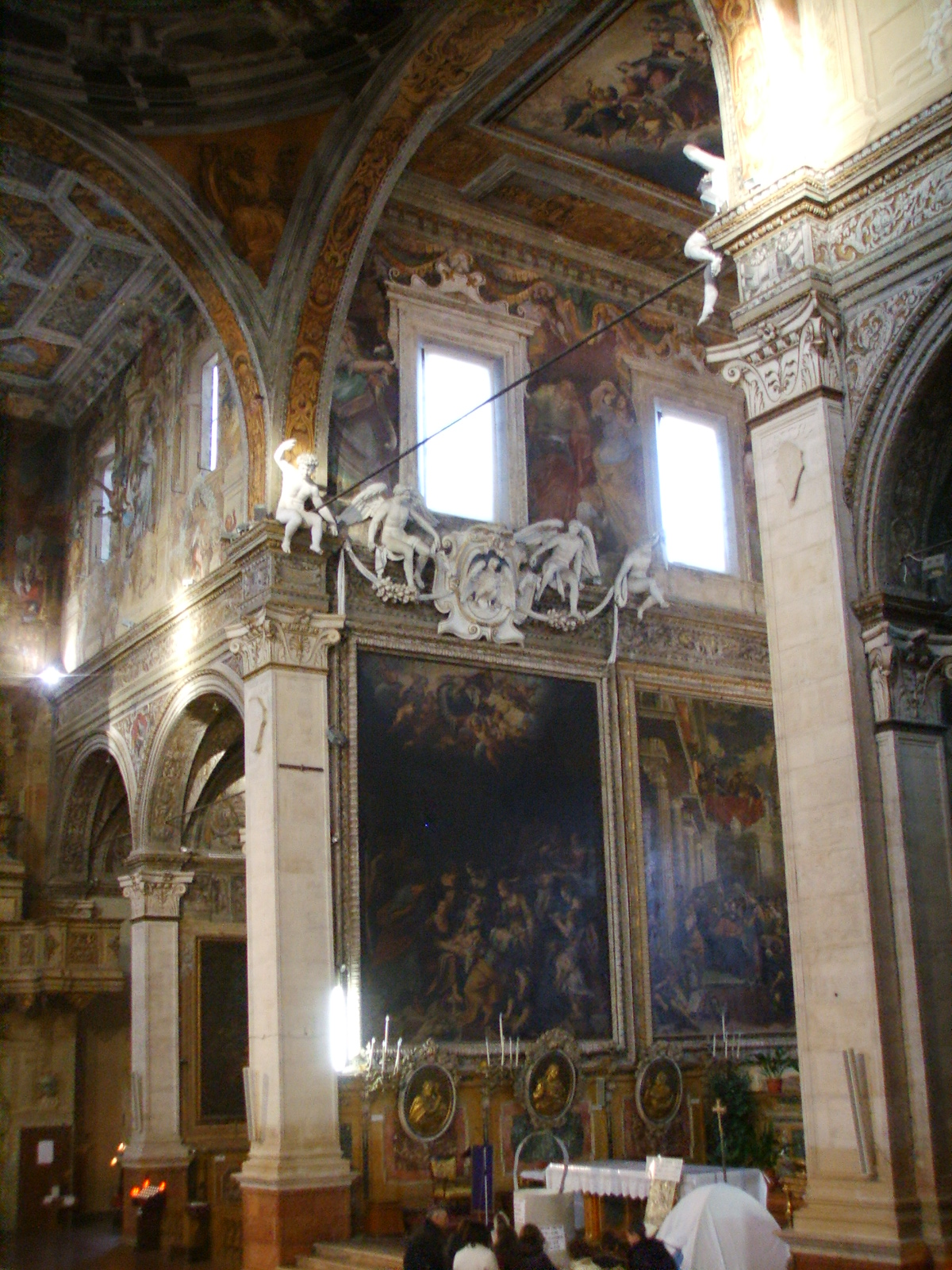
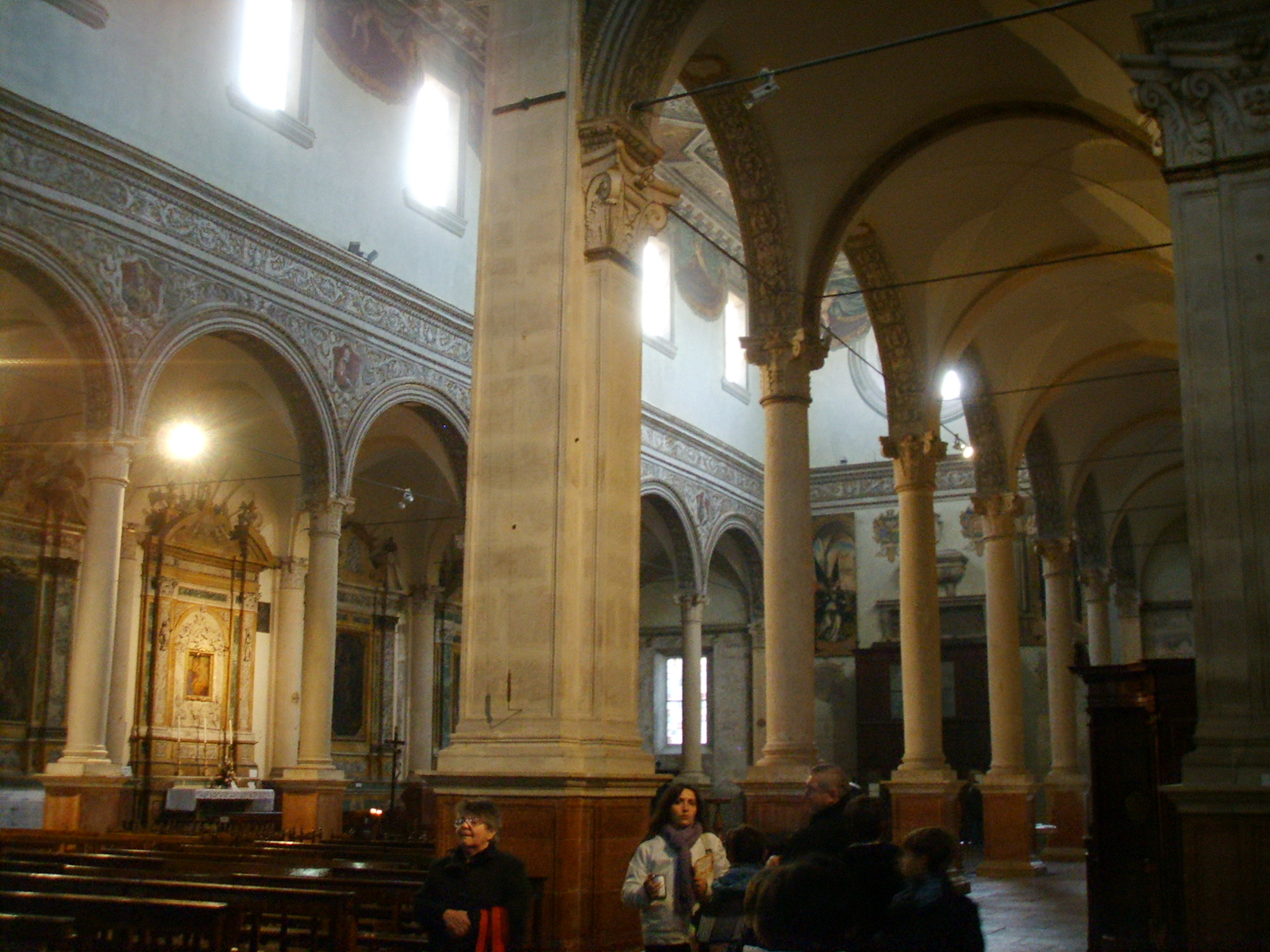
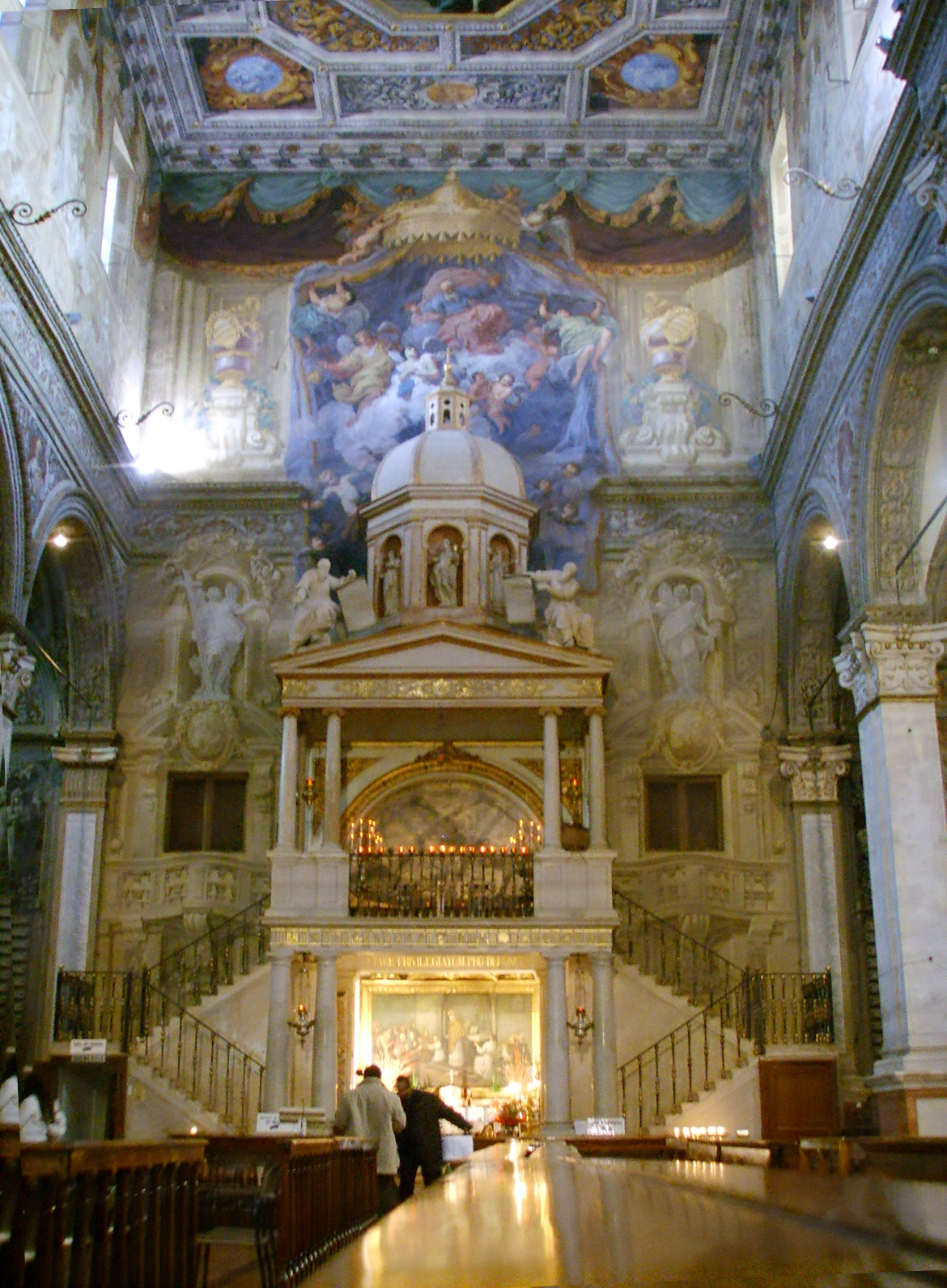